# منطقه ۱۱ پاریس
منطقه یازدهم پاریس (به فرانسوی: 11e arrondissement de Paris) یک سکونتگاه مسکونی در فرانسه است که در پاریس واقع شده‌است. یکی از مناطقی بود که حملات نوامبر ۲۰۱۵ در آن اتفاق افتاد که منجر به کشته شدن ۱۳۲ نفر شد.

## خصوصیات
منطقه یازدهم پاریس ۳٫۶۷ کیلومترمربع مساحت و ۱۴۹٬۱۰۲ نفر جمعیت دارد.